# أكرم (اسم)
أكرم هو اسم عربي يعطى للذكور. يستخدم بشكل كبير من قبل العرب والمسلمين. ويستخدم كاسم وكلقب. ومعنى أكرم هو الشخص الأكثر كرماً وعطاءً، والأكرم أيضاً اسم من أسماء الله الحسنى ومعناه الكريم الذي لا يوازيه كريم ولا يعادله نظير.

## أسماء شهيرة
- أكرم خزام
- اكرم إبراهيم البلوي
- أكرم أبو الراغب
- أكرم حسني
- أكرم بركات
- أكرم زهيري
- أكرم ضياء العمري